# Hermann Vielguth
Hermann Vielguth (15. března 1825 Linec – 6. března 1903 Linec) byl rakouský politik německé národnosti, v 2. polovině 19. století poslanec Říšské rady z Horních Rakous.

## Biografie
Vychodil gymnázium. V letech 1846–1851 studoval chemii na univerzitách v Praze, Vídni a Erlangenu. Od roku 1867 působil jako majitel lékárny v Linci. Byl spoluvlastníkem a od roku 1874 do roku 1898 jediným majitelem zdejší lékárny Zur Goldenen Krone, později Wasserapotheke. V letech 1888–1903 byl členem vedení přádelny v Lambachu. Působil rovněž jako spoluvlastník papírny firmy Scheerer & Vielguth. Byl i veřejně a politicky aktivní. V letech 1878–1893 zasedal v obecní radě v Linci. Byl i náměstkem starosty.
Působil taky jako poslanec Říšské rady (celostátního parlamentu Předlitavska), kam nastoupil v doplňovacích volbách na přelomu roku 1882 a 1883 za kurii městskou v Horních Rakousích, obvod Linec, Urfahr, Ottensheim, Gallneukirchen. Slib složil 15. ledna 1883. Mandát zde obhájil v řádných volbách roku 1885 a volbách roku 1891. Ve volebním období 1879–1885 se uvádí jako Dr. Hermann Vielguth, továrník a majitel lékárny, bytem Linec.
Do Říšské rady byl roku 1882 navržen jako německý liberální (ústavověrný) kandidát po rezignaci dosavadního poslance Maxe Edlbachera. Po volbách roku 1885 se uvádí jako člen poslaneckého klubu Sjednocená německá levice. V roce 1894 je zmiňován coby německý liberál. Po rozpadu Sjednocené levice přešel do frakce Německorakouský klub. V roce 1890 se uvádí jako poslanec obnoveného klubu německých liberálů, nyní oficiálně nazývaného Sjednocená německá levice. I ve volbách roku 1891 byl na Říšskou radu zvolen za klub Sjednocené německé levice.
Zemřel po dlouhé nemoci v březnu 1903.